# ایلوکپلسا (۳)
ایلوکپلسا (به لاتین: Ilukpelessa) یک روستا در سری‌لانکا است که در استان مرکزی (سری‌لانکا) واقع شده‌است.